# Пет Риордан
Пет Риордан (енгл. Pat Riordan; 30. септембар 1979) бивши је канадски рагбиста. За репрезентацију Канаде је дебитовао 2003., у тест мечу против резервне екипе Енглеске. Играо је на све 4 утакмице у групној фази на светском првенству 2007., против Аустралије, Велса, Канаде и Јапана. Од 2008., до 2011., предводио је Канаду као капитен. Укупно је у дресу Канаде постигао 4 есеја у 43 утакмице.